# He Is Legend
He is Legend – zespół muzyczny z Wilmington (Karolina Północna). Zespół gra muzykę nazywaną Southern rock zmieszaną z post hardcore. Grupa ma podpisany kontrakt z wytwórnią płytową Solid State Records.

## Historia
Korzenie zespołu sięgają późnych lat 90, kiedy to Adam Tanbouz, Steven Bache, Matt Williams, Schuylar Croom i były gitarzysta zespołu McKenzie Bell, rozpoczęli pisanie i grę w pobliżu Wilmington, w dalszym ciągu jednak członkowie zespołu mieli na głowie szkołę średnią. W 2003 roku nazwa zespołu została ustalona jako He is Legend po dwóch poprzednich Stronghold oraz Uriah Omen. Obecna nazwa została zaczerpnięta z książki o tytule „I Am Legend”.
W 2004 roku wydali pierwszy pełny album zatytułowany I Am Hollywood, który odniósł olbrzymi sukces, dzięki czemu zespół odnotował bardzo duży wzrost popularności. Po blisko dwóch latach koncertowania w Stanach oraz Europie, grupa wydała drugi album Suck Out The poison. W 2009 wydali trzeci album It Hates You. W 2014 wydali album o nazwie Heavy Fruit.

## Skład
- Schuylar Croom – frontman, wokal
- Adam Tanbouz – gitara
- Warto Weaver – gitara
- Matt Williams – bas
- Steven Bache – perkusja

## Dyskografia
- 2004: „I am Hollywood”
- 2006: „Suck Out the Poison”
- 2009: „It Hates You”
- 2014: „Heavy Fruit”